# Verónica Macamo
Verónica Nataniel Macamo Ndlhovo (Bilene Macia, 13 de noviembre de 1957) es una política mozambiqueña que ejerció como Presidenta de la Asamblea de la República de Mozambique desde el 12 de enero de 2010 hasta el 15 de enero de 2020, convirtiéndose en la primera mujer en presidir este organismo.

## Trayectoria
Verónica Nataniel Macamo Ndlhovo nació el 13 de noviembre de 1957 en Bilene Macia, en la provincia de Gaza en Mozambiqu). Se licenció en Derecho por la Universidad Eduardo Mondlane en 1994. También realizó un curso de física y matemáticas en la misma universidad.
Antes de convertirse en presidenta de la Asamblea, Macamo Ndlhovo comenzó a trabajar para Frelimo incluso antes de la independencia, y después de que Mozambique se independizara trabajó en muchas áreas del partido. Se dedicó al trabajo social, trabajando en el Comité Político de Preparación Política Militar en Moamba desde 1975 hasta 1977, como Asesora Jurídica de Empresas desde 1994, luego como Consejera de Justicia entre 2005 y 2007, y también como Consejera de Justicia y Presidenta del Consejo de Administración del Fondo de Turismo de 2000 a 2009. También prestó servicios en organizaciones de mujeres, siendo Secretaria Nacional para la Formación de la Organización de Mujeres Mozambiqueñas (OMM) de 1985 a 1989 siendo más adelante elegida Miembro Honoraria de la OMM y Jefa del Departamento de Mujeres en la Sede del Comité Central, desde 1994 a 1995. Como política, Macamo Ndlhovo fue elegida miembro de la Asamblea en 1999 por la provincia de Gaza. En 1999 fue elegida vicepresidenta de la Asamblea Nacional. En 2004, fue además miembro del Parlamento Panafricano de Mozambique.
Macamo Ndlhovo fue elegida como la primera mujer presidenta de la Asamblea en 2010, con un total de votos de 192 de 194. Como presidenta de la Asamblea, Macamo Ndlhovo es conocida por su fuerte personalidad.[cita requerida] Daba su opinión sobre temas relacionados con la política en Mozambique, y desempeñó un papel importante en la creación de leyes, incluidas leyes relacionadas con la prevención del matrimonio de adolescentes y el abuso infantil.